# Зайковден
Зайковден е празник в българския народен календар, почитан за предпазване на реколтата от зайци. Известен е главно в Източна България (Източна Тракия, с. Малък Дервент и др.) и календарно се отнася към денят след Димитровден.
На този ден стопаните не работят, за да не нападат зайци реколтата. Следи се ако има лед през деня, тогава орачите слагат палешника в огъня, за да не „се сече“ житото. Подобно на Мишите празници жените мажат („лепят“) с кал по къщата, за да са залепени очите на заека; да губи пътя си в нивата и да се спъва когато е подгонен, та да бъде уловен по-лесно.